# Åre
Åre [óre] je obec v provincii Jämtland ve Švédsku, která je součástí stejnojmenného komuny o rozloze 8 200 km2, jehož střediskem je obec Järpen. V celé komuně Åre žije přibližně 3 700 lidí, v samotné obci 1400 obyvatel.
Nedaleko obce se nachází stejnojmenné lyžařské středisko, které je hlavním švédským střediskem alpského lyžování. Bylo pořadatelem mistrovství světa v alpském lyžování 1954, v roce 2007 a v roce 2019.  Mělo být zároveň součástí projektů pořádání zimních olympijských her 2014 v Östersundu, jehož kandidatura ale byla stažena kvůli nedostatku politické podpory v zemi.  Neúspěšně kandidoval na pořádání zimních olympijských her ve Stockholmu a v Åre v roce 2026.